# Worship Music
| 전문가 평가        | 전문가 평가 |
| 총 점수            | 총 점수     |
| 출처               | 점수        |
| ------------------ | ----------- |
| 메타크리틱         | 75/100      |
| 평가 점수          |             |
| 출처               | 점수        |
| AllMusic           | [ 3 ]       |
| The A.V. Club      | B           |
| The Boston Phoenix | [ 5 ]       |
| Classic Rock       | 8/10        |
| IGN                | 8.5/10      |
| Kerrang!           | [ 8 ]       |
| Los Angeles Times  | [ 9 ]       |
| Loudwire           | [ 10 ]      |
| Metal Forces       | 7/10        |
| PopMatters         | 7/10        |

《Worship Music》은 미국의 헤비 메탈 밴드 앤스랙스의 열 번째 스튜디오 음반이다. 이 음반은 2011년 9월 12일, 전 세계와 9월 13일, 미국에서 발매되었다. 이 음반은 2003년 《We've Come for You All》 이후 밴드의 첫 오리지널 소재 음반이자 오랜 보컬리스트 조이 벨라도나가 돌아온 이후 첫 번째 스튜디오 음반이자 2013년 1월, 탈퇴하기 전 기타리스트 롭 카지아노와 함께한 마지막 음반이다.
음반 제작은 2008년 11월 초부터 작업을 시작하여 긴 과정을 거쳤다. 보컬리스트 댄 넬슨의 탈퇴와 결국 음반에 참여하지 않기로 결정한 존 부시의 재가입 문제로 인해 음반 발매가 지연되었다. 결국 밴드는 벨라돈나와 재회했고 2011년 4월에 녹음을 마쳤다. 《Worship Music》은 발매와 동시에 긍정적인 반응을 얻었으며, 비평가들은 "그 어느 때보다 신선하고 폭발적"이라고 평가하며 밴드의 복귀작으로 자격을 얻었다. 이 음반은 미국에서 12위로 데뷔했으며, 1993년 《Sound of White Noise》 이후 가장 높은 차트 순위를 기록했다.

## 배경
기타리스트 스콧 이언은 월간 SuicideGirls 칼럼인 《푸드 코마》의 2008년 12월에서 11월 4일부터 새 앤스랙스 음반 작업을 스튜디오에서 진행하고 있다고 밝혔다. 이언은 이어서 드럼, 베이스, 리듬 기타를 19트랙으로 편곡했으며 보컬 녹음 절차가 시작되었다고 말했다. "우리는 1월 말에 믹싱을 하고 그 직후에 정말 화가 나고 시끄럽고 빠르고 무거운 헤비한 음반을 만들어야 합니다." 이어서 2009년 5월에 발표된 《푸드 코마》 칼럼에서 이안은 이 음반의 이전 크레딧에 에바네센스와 슬립낫의 음반이 포함된 데이브 포트먼이 믹싱한다고 발표했다.
이 음반은 처음에는 댄 넬슨이 보컬로 참여할 예정이었다. 하지만 그해 말 사건 이후 그는 더 이상 밴드의 멤버가 아니었다. 넬슨의 보컬이 포함된 완성된 스튜디오 음반은 어떻게 될까라는 질문에 이언은 "새로운 가수가 나오기 전까지는 음반에 어떤 일이 일어날지 말할 수 없고, 보컬을 포함해 몇 가지를 바꿀 수도 있을 것이다"라고 답했다. 이언은 또한 음반 발매가 2010년까지 연기될 수도 있다고 말했다. 존 부시가 밴드와 재회한 후 음반의 새 보컬을 녹음할 것으로 예상되었다. 하지만 이런 일은 일어나지 않았다. 당시 인터뷰에서 부시는 이미 녹음된 일부 노래의 보컬을 다시 녹음하려고 한다고 말했다.

## 발매
《Worship Music》은 2011년 9월 12일과 9월 13일, 미국에서 전 세계적으로 발매되었다. 발매 첫 주에 미국에서 28,000장이 판매되었으며, 빌보드 200에서 12위로 데뷔하여 커리어에서 세 번째로 높은 순위를 기록했으며(두 번째는 후속작인 《For All Kings》가 9위를 차지했다), 7위를 기록한 《Sound of White Noise》 (1993년) 이후 가장 높은 순위를 기록했다. 밴드의 이전 스튜디오 음반인 《We've Come for You All》 (2003년)은 1만 장 미만으로 오프닝을 시작하여 122위로 데뷔했다. 이 음반은 독일에서 13위를 기록했고 핀란드에서는 6위에 오르며 톱 10에 진입했다. 2012년 9월까지 《Worship Music》은 미국에서 약 10만 장이 판매되었다.

## 곡 목록
모든 곡들은 특별한 언급이 없는 한 조이 벨라돈나, 프랭크 벨로, 찰리 베넌티 그리고 스콧 이언에 의해 작사/작곡하였다.
| #   | 제목                         | 작사·작곡                             | 재생 시간 |
| --- | ---------------------------- | ------------------------------------- | --------- |
| 1.  | 〈Worship (기악)〉           |                                       | 1:40      |
| 2.  | 〈Earth on Hell〉            | 댄 넬슨, 벨라돈나, 벨로, 베넌티, 이언 | 3:10      |
| 3.  | 〈The Devil You Know〉       | 넬슨, 벨라돈나, 벨로, 베넌티, 이언    | 4:46      |
| 4.  | 〈Fight 'Em 'Til You Can't〉 | 넬슨, 벨라돈나, 벨로, 베넌티, 이언    | 5:48      |
| 5.  | 〈I'm Alive〉                | 넬슨, 벨라돈나, 벨로, 베넌티, 이언    | 5:36      |
| 6.  | 〈Hymn 1〉                   |                                       | 0:38      |
| 7.  | 〈In the End〉               |                                       | 6:48      |
| 8.  | 〈The Giant〉                | 넬슨, 벨라돈나, 벨로, 베넌티, 이언    | 3:46      |
| 9.  | 〈Hymn 2 (기악)〉            |                                       | 0:44      |
| 10. | 〈Judas Priest〉             |                                       | 6:24      |
| 11. | 〈Crawl〉                    | 넬슨, 벨라돈나, 벨로, 베넌티, 이언    | 5:28      |
| 12. | 〈The Constant〉             | 넬슨, 벨라돈나, 벨로, 베넌티, 이언    | 5:01      |
| 13. | 〈Revolution Screams〉       | 넬슨, 벨라돈나, 벨로, 베넌티, 이언    | 15:54     |